# Nati nel 1377
| Questa pagina contiene informazioni ricavate automaticamente dalle voci biografiche con l'ausilio del template Bio e di un bot. L'aggiornamento è periodico e automatico e ricostruisce completamente la pagina. Se manca una persona in questa lista, sei pregato di non aggiungerla, ma accertati piuttosto che la sua voce biografica contenga il template Bio e che i dati anagrafici siano correttamente compilati. Se il template Bio manca, inseriscilo tu stesso o, in alternativa, metti l'avviso {{tmp\|Bio}} che ne segnala la mancanza. Se i dati riportati sono sbagliati, correggi direttamente la voce biografica; le modifiche saranno visibili in questa lista entro pochi giorni. Per chiarimenti vedi il progetto biografie. La lista contiene solo le 20 persone che sono citate nell'enciclopedia e per le quali è stato implementato correttamente il template Bio. Pagina aggiornata al 18 ago 2025. |

- 15 febbraio - Ladislao I di Napoli, re († 1414)
- 5 luglio - Galeotto Belfiore Malatesta, condottiero italiano († 1400)
- 1º agosto - Go-Komatsu, imperatore giapponese († 1433)
- 10 agosto - Alfonso I di Braganza, nobile portoghese († 1461)
- 20 agosto - Shah Rukh, sovrano persiano († 1447)
- 19 settembre - Alberto IV d'Asburgo, nobile († 1404)
- 5 ottobre - Luigi II d'Angiò, principe francese († 1417)
- 5 dicembre - Jianwen, imperatore cinese († 1402)
- Thomas Beaufort, I duca di Exeter, militare britannico († 1426)
- Đurađ Branković, sovrano serbo († 1456)
- Filippo Brunelleschi, architetto, ingegnere e scultore italiano († 1446)
- Ernesto I d'Asburgo, duca († 1424)
- Federico d'Arborea († 1387)
- Angiolo Agostino Mazzinghi, religioso italiano († 1438)
- Raffaele Raimondi, giurista italiano († 1427)
- Solimano Çelebi, principe ottomano († 1411)
- Francesco Tornabuoni, nobile, mercante e ambasciatore italiano
- Jean de La Trémoille, nobile francese († 1449)
- Anglesia Visconti, principessa italiana († 1439)
- Umberto di Savoia, nobile († 1443)